# Dwight McNeil
Dwight James Matthew McNeil (* 22. listopadu 1999 Rochdale) je anglický profesionální fotbalista, který hraje na pozici křídelníka za anglický klub Everton FC. Je také bývalým anglickým mládežnickým reprezentantem.

## Klubová kariéra
McNeil se narodil ve městě Rochdale ve Velkém Manchesteru rodičům Tracy a Mattymu McNeilovi, který byl profesionálním fotbalistou hrajícím například v Macclesfield Townu či Stockportu County. Pravidelně sledoval, jak jeho otec hrál v dresu za Hyde United a poprvé začal hrát fotbal v JJB Sports v Traffordu. V pěti letech mu byla nabídnuta šance vstoupit do akademie Manchesteru United. Od mládí byl fanouškem klubu, a tak v roce 2004 do akademie nastoupil. V akademii United zůstal až do věku 14 let.

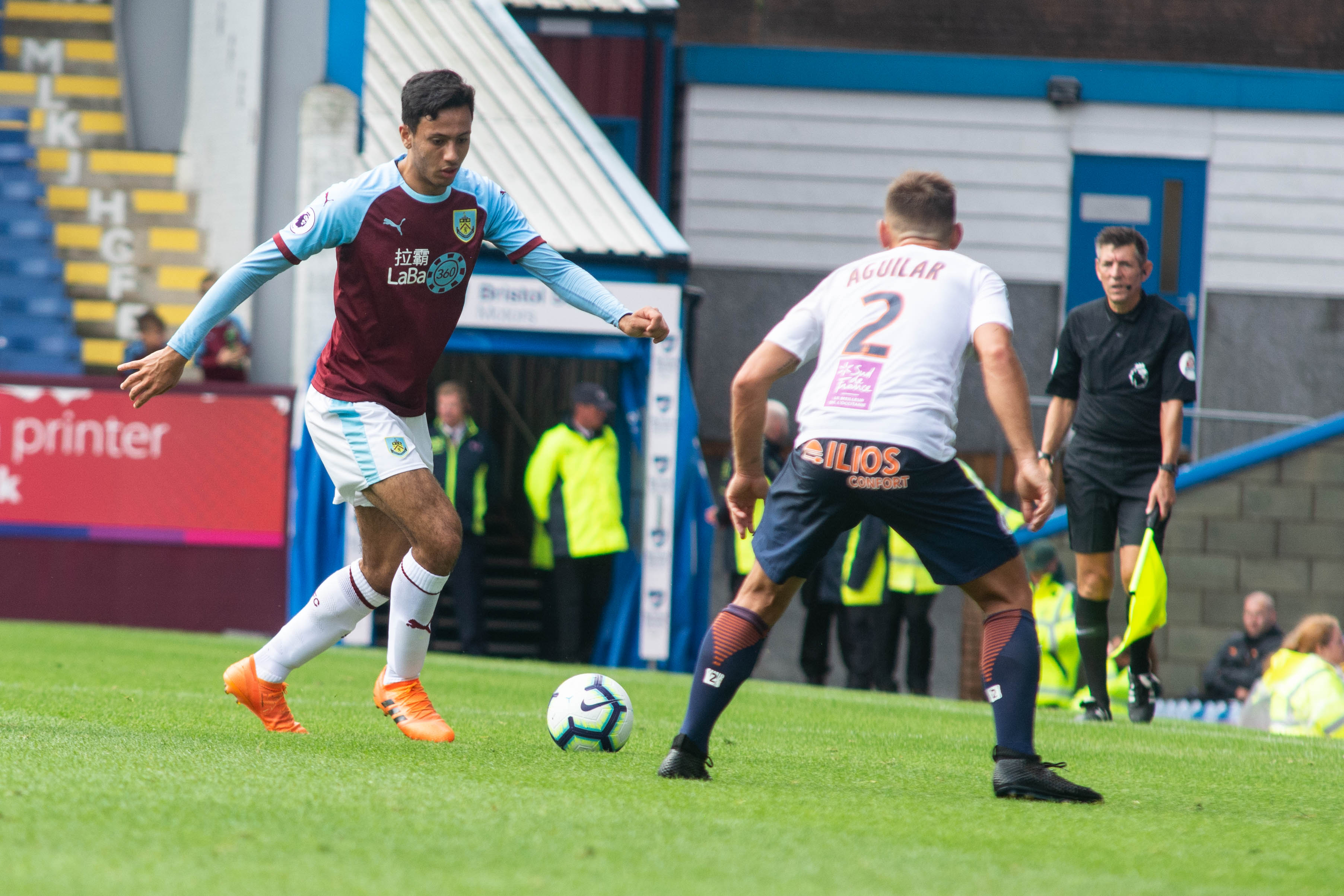
McNeil (vlevo) v dresu Burnley (2018)

### Burnley
Do týdne od jeho opuštění Manchesteru United se McNeil dostal do akademie Burnley. V červenci 2016 získal dvouleté stipendium a byl stal se stabilním členem družstva do 18 let. V únoru 2018 cestoval s A-týmem na ligový zápas proti Swansea City, nicméně se nedostal ani na lavičku náhradníků. Dne 10. dubna 2018, po skončení svého stipendia, podepsal s klubem dvouletou smlouvu.
Dne 13. května 2018 debutoval v A-týmu v posledním ligovém zápase sezóny 2017/18, když v 94. minutě utkání proti Bournemouthu nahradil Aarona Lennona. V základní sestavě utkání Premier League se poprvé objevil 2. září 2018, a to v zápase proti Manchesteru United. McNeil vstřelil svůj první gól v klubu 30. prosince 2018 při domácím vítězství 2:0 nad West Hamem United. Zbylé dvě branky sezóny 2018/19 dal v březnu v zápasech proti Leicesteru (prohra 1:2) a Wolves (výhra 2:0).
Dne 22. února 2020, v zápase proti Bournemouthu, nejprve v 53. minutě asistoval na úvodní brance zápasu Matěje Vydry a poté v 87. minutě gólem zpoza vápna uzavřel skóre na konečných 3:0. 16. října 2020 podepsal McNeil v Burnley novou smlouvu do roku 2024. 27. ledna následujícího roku se postaral o otočení zápasu proti Aston Ville. Patnáct minut před koncem utkání srovnal stříleným centrem na 2:2 a o pět minut později připravil poslední gól zápasu, když jeho centr hlavičkou přesně zakončil Chris Wood.

## Statistiky
K 13. září 2021
| Klub    | Sezóna  | Liga           | Liga   | Liga | FA Cup | FA Cup | EFL Cup | EFL Cup | Evropské poháry | Evropské poháry | Celkem | Celkem |
| Klub    | Sezóna  | Liga           | Zápasy | Góly | Zápasy | Góly   | Zápasy  | Góly    | Zápasy          | Góly            | Zápasy | Góly   |
| ------- | ------- | -------------- | ------ | ---- | ------ | ------ | ------- | ------- | --------------- | --------------- | ------ | ------ |
| Burnley | 2017/18 | Premier League | 1      | 0    | 0      | 0      | 0       | 0       | —               | —               | 1      | 0      |
| Burnley | 2018/19 | Premier League | 21     | 3    | 2      | 0      | 1       | 0       | 2               | 0               | 26     | 3      |
| Burnley | 2019/20 | Premier League | 38     | 2    | 1      | 0      | 1       | 0       | —               | —               | 40     | 2      |
| Burnley | 2020/21 | Premier League | 36     | 2    | 2      | 0      | 2       | 0       | —               | —               | 40     | 2      |
| Burnley | 2021/22 | Premier League | 4      | 0    | 0      | 0      | 1       | 0       | —               | —               | 5      | 0      |
| Celkem  | Celkem  | Celkem         | 100    | 7    | 5      | 0      | 5       | 0       | 2               | 0               | 112    | 7      |